# 张蒙纳
张蒙纳（1935年5月—），女，江苏常熟人，中华人民共和国政治人物，曾任中华全国妇女联合会常务委员，第八届全国政协委员。